# Список персонажей франшизы «Шрек»

Некоторые персонажи франшизы «Шрек». Слева направо, сверху вниз:
Пряня, Шрек, Фиона, Дракониха, Пиноккио, Король Гарольд, Принц Чарминг, Кот в сапогах, Лорд Фаркуад, Осёл, Мерлин, Королева Лилиан, Арти, Большой и страшный серый волк, Фея-крёстная, Румпельштильцхен

В данной статье представлен список персонажей франшизы «Шрек», появляющихся в полнометражных и короткометражных фильмах, а также в телевизионных выпусках и спин-оффах.

## Главные персонажи
Герои:
- Шрек (англ. Shrek; озвучивает Майк Майерс[1]) — главный герой одноимённой франшизы. Огр. В первой части познакомился и подружился с Ослом, а в конце женился на принцессе Фионе. В сиквеле отправился с ней и Ослом в Тридевятое королевство для благословения родителей Фионы. Познакомился с Котом в сапогах, который изначально пытался убить его, выполняя заказ короля Гарольда, отца Фионы, но после победы над ним взял его с собой. Он также выпивает волшебное зелье, которое превращает его и Фиону в прекрасных людей. В третьей картине, когда злодейка Фея-крёстная была повержена, её сын решил самостоятельно прибрать к рукам королевство. Отец Фионы умирает, и Шрек с Ослом и Котом едет искать Артура Пендрагона, двоюродного брата Фионы, и в конечном итоге тот занимает трон, когда Чарминг терпит неудачу, а у Шрека рождаются трое детей. В четвёртом мультфильме Шрек устаёт от бытовой жизни и хочет снова побыть простым огром: он подписывает контракт с Румпельштильцхеном, чтобы пожить старой жизнью, но тот обманом взамен берёт день рождения Шрека, из-за чего у огра есть сутки, чтобы всё исправить. В конце ему удаётся снова влюбить в себя Фиону, и он возвращается в свою реальность из альтернативной вселенной.
- Осёл (англ. Donkey; озвучивает Эдди Мерфи[1]) — верный спутник Шрека. В первом фильме он помогает ему спасти Фиону из замка, а также заводит романтические отношения с Драконихой. Во второй части становится белым жеребцом, когда выпивает волшебное зелье. В конце встречает своих новорождённых детей, которые являются гибридами осла и дракона. В «Шреке Третьем», когда Мерлин перемещает героев обратно в Тридевятое королевство, Осёл меняется телами с Котом. В четвёртой части в альтернативной вселенной он заново становится другом Шрека и помогает ему.
- Фиона (англ. Princess Fiona; озвучивает Кэмерон Диас[1]) — принцесса, заколдованная в огра. Когда Шрек спасает её в первой части, вскоре между ними проскальзывают чувства, но из-за недоразумения они ссорятся, и Фиона собирается выйти замуж за Лорда Фаркуада, что было первоначальной миссией Шрека привести её к нему. Однако к закату она превращается в огра, и Фаркуад хочет заточить её в темницу, но пришедший Шрек спасает возлюбленную и берёт в жёны. Во второй части она хочет, чтобы Шрек нашёл общий язык с её родителям, а когда превращается обратно в принцессу из-за зелья, то становится жертвой обмана Принца Чарминга, который притворяется её мужем, но Фиона чувствует неладное. Когда злодеев побеждают, Шрек хочет остаться прекрасными людьми, но Фиона говорит, что они должны быть ограми, и не целуются, чтобы эффект зелья истёк. В третьей части она беременна и в конце рожает Шреку детей-огров. В четвёртом фильме в альтернативной реальности она возглавляет группу повстанцев-огров, которые защищаются от ведьм и Румпельштильцхена. К концу картины она снова окончательно влюбляется в Шрека и целует его, что возвращает огра в настоящий мир, отменяя контракт злодея.
- Кот в сапогах (англ. Puss in Boots; озвучивает Антонио Бандерас[2]) — появляется во второй части и сначала пытается убить Шрека по заказу короля Гарольда, но, проиграв в схватке, присоединяется к нему и становится преданным напарником. В третьей части меняется телами с Ослом, а в четвёртой картине в альтернативной вселенной представлен домашним питомцем Фионы: он располнел и давно оставил свои сапоги и шляпу, но помог Шреку, заметив, что между ним и Фионой есть искра любви.

Злодеи:
- Лорд Фаркуад (англ. Lord Farquaad; озвучивает Джон Литгоу[1]) — главный злодей первой части. Деспотичный правитель замка Дюлок, короткого роста. Сначала сослал сказочных существ на болото Шрека, а затем отправил последнего найти принцессу Фиону, чтобы жениться на ней и стать полноценным королём. Однако узнав на свадьбе, что она огр, решил заточить её в темницу. Прибывает Осёл со своей Драконихой, и последняя съедает его.
- Фея-крёстная (англ. Fairy Godmother; озвучивает Дженнифер Сондерс[2]) — главная злодейка второй части. Мать принца Чарминга, желающая, чтобы её сын женился на принцессе Фионе. Она требует помощи короля Гарольда, отца Фионы, поскольку он обязан ей за прошлое. Когда Шрек и Фиона становятся прекрасными людьми, Фея-крёстная говорит первому, что его жене будет лучше с Чармингом, который притворяется Шреком. Она даёт Гарольду зелье, которая должна будет выпить Фиона, чтобы влюбиться в первого человека, которого поцелует, и им должен быть Чарминг. Однако Гарольд решает этого не делать, и когда Фея-крёстная узнаёт о его предательстве, то стреляет из волшебной палочки в Шрека и Фиону, но король отражает луч рыцарской бронёй, убивая злодейку.
- Принц Чарминг (англ. Prince Charming; озвучивает Руперт Эверетт[2][3]) — главный злодей третьей части. Сын Феи-крёстной. Согласно её плану, именно он должен был вызволить Фиону из заточения, но его опередил Шрек. Во второй части франшизы он притворяется Шреком, когда тот и Фиона становятся прекрасными людьми. Он пытается понравиться принцессе, но та не принимает «нового Шрека». Когда его мать погибает, он собирает банду злодеев в «Шреке Третьем» и захватывает Тридевятое королевство. Однако в конце концов его всё-таки побеждают и ему на голову падает башня.
- Румпельштильцхен (англ. Rumpelstiltskin; озвучивает Уолт Дорн[4]) — главный злодей четвёртой части. Славится волшебными контрактами. Он хотел подписать один с королём Гарольдом и королевой Лилиан, который бы освободил их дочь от проклятья, но взамен они бы отдали свой трон. Однако когда выясняется, что Шрек спас Фиону, то монархи в ту же секунду рвут контракт, не подписав его. Спустя годы обозлённый Румпельштильцхен хочет отомстить Шреку, и когда встречает его, то подписывает контракт с ним: Шрек хочет снова побыть обычным огром, но отдаст день из младенчества. Румпель забирает день рождения Шрека. В альтернативной вселенной он правит Тридевятым королевством и ведёт войну против огров, в которой ему помогают ведьмы. В конце концов злодея удаётся победить, когда поцелуй любви Фионы и Шрека отменяет контракт.

## Второстепенные персонажи
Герои
- Дракониха — бывший стражник замка, в котором томилась Фиона. Ныне жена Осла.
- Пряня (англ. Gingy; озвучивает Конрад Вернон[1]) — пряничный человечек. В первой части его пытал Лорд Фаркуад, отчего он потерял свои ноги. Полностью восстанавливает конечности во второй части.
- Кекс (озвучивает Конрад Вернон[2]) — пекарь, живущий в Тридевятом королевстве. Во второй части испёк гигантского пряника Монго, который помог Шреку и команде проникнуть во дворец.
- Волшебное зеркало (англ. Magic Mirror; озвучивает Крис Миллер[1]) — живое зеркало, которое изначально было у Лорда Фаркуада. Во второй части играло роль телевизора, и сказочные существа через него узнали о том, что Шрек, Осёл и Кот в сапогах попали в беду. В четвёртой части в альтернативной вселенной принадлежит Румпельштильцхену, который также использует его для телевещания.
- Артур Пендрагон (англ. Arthur Pendragon; озвучивает Джастин Тимберлейк[3]) — двоюродный брат Фионы, который стал новым королём Тридевятого королевства после Гарольда. Ранее был главным лузером и предметом насмешек Вустерширской академии. Также известен как Арти.
- волк (англ. The Big Bad Wolf; озвучивает Арон Уорнер) — один из сказочных существ. Одевается в одежду бабушки.
- Три поросёнка (англ. Three Little Pigs; озвучивает Коди Кэмерон) — одни из сказочных существ. Отличаются друг от друга головными уборами, разговаривают с характерным немецким акцентом.
- Пиноккио (англ. Pinocchio; озвучивает Коди Кэмерон) — один из сказочных существ. От вранья у него растёт нос.
- Три слепых мышонка (англ. Three Blind Mice) — одни из сказочных существ.
- Драконоослики — дети Осла и Драконихи, гибриды осла и дракона, которые родились во время второй части.
- Фаркл, Фергус и Фелиция (последнюю озвучивает Зендая в пятом фильме) — дети Шрека и Фионы, огрики, родившиеся в конце третьего мультфильма.
- Королева Лилиан (англ. Queen Lillian; озвучивает Джули Эндрюс[5]) — мать Фионы.
- Король Гарольд (англ. King Harold; озвучивает Джон Клиз[5]) — отец Фионы, который сначала скептически относился к Шреку, но затем изменил своё отношение. В конце второй части он спас его от выстрела Феи-крёстной, отразив луч и убив злодейку. Однако из-за этого он стал лягушонком, каким был ранее до превращения в человека. Умирает в начале третьей картины.
- Дорис (англ. Doris; озвучивает Ларри Кинг[2]) — уродливая приёмная сестра Золушки. Союзник Фионы и Шрека. Ранее была барменом в заведении «Ядовитое яблочко», пока её не сменила сестра Мэйбл.
- Белоснежка (англ. Snow White; озвучивает Эми Полер[3]) — принцесса, подруга Фионы.
- Золушка (англ. Cinderella; озвучивает Эми Седарис[3]) — принцесса, подруга Фионы.
- Аврора (англ. Sleeping Beauty; озвучивает Шери Отери[3]) — принцесса, подруга Фионы.
- Мерлин (англ. Merlin; озвучивает Эрик Айдл[6]) — колдун, бывший учитель магии в школе Арти до нервного срыва. Стал отшельником. Телепортировал героев в Тридевятое королевство, перепутав телами Кота и Осла, но в конце третьей картины частично исправил свою ошибку.
- Броган (англ. Brogan; озвучивает Джон Хэмм[4]) — один из огров-повстанцев в «Шреке навсегда», заместитель Фионы.
- Куки/Поварёшка (англ. Cookie; озвучивает Крэйг Робинсон[4]) — повар огров-повстанцев.
- Гретчед (англ. Gretched; озвучивает Джейн Линч[4]) — одна из огров-повстанцев.

Злодеи
- Телониус (англ. Thelonious; озвучивает Кристофер Найтс[1]) — один из людей Лорда Фаркуада, палач. В первой части молчалив, в короткометражном мультфильме Шрэк: Медовый месяц помогал призраку Фаркуада похитить Фиону. Выживает после уничтожения призрака своего господина.
- Рапунцель (англ. Rapunzel; озвучивает Майя Рудольф[3]) — бывшая подруга Фионы, перешедшая на сторону Чарминга из-за любви к нему. В конце третьего мультфильма, в котором она появляется, Пряня срывает её фальшивые волосы во время спектакля, и раскрывается, что она лысая. В стыду Рапунцель убегает.
- Капитан Крюк (англ. Captain Hook; озвучивает Иэн Макшейн[3]) появляется во второй части, где играет на пианино в баре. В третьей части работает с Чармингом, угрожает Пряне и пытается с группой злых деревьев поймать Шрека по дороге к королевству, но безуспешно. Дирижировал музыкантов на пьесе Чарминга. Когда Арти уговаривает злодеев сойти с тёмного пути, Крюк делает это первым, рассказывая, что выращивает нарциссы.
- Циклоп (англ. Cyclops; озвучивает Марк Вэлли[3]) — вышибала «Ядовитого яблочка» во второй картине. В «Шреке Третьем» помогает Чармингу, но в конце также становится хорошим, поскольку ему всегда не нравилось быть злодеем. Имеет пристрастие срывать марки с писем.
- Мэйбл (англ. Mabel; озвучивает Реджис Филбин[3]) — ещё одна уродливая приёмная сестра Золушки, сменила Дорис в должности бармена «Ядовитого яблочка». В конце третьего фильма тоже переходит на сторону добра и примиряется с Дорис.
- Злые рыцари помогают Чармингу захватить Тридевятое королевство. В конце третьей части примиряются с положительными героями.
- Злые гномы мелькают во второй части и активно помогают Чармингу в третьей. В конце третьей части примиряются с положительными героями.
- Злые деревья также появляются в сиквеле первого «Шрека», но бо́льшую активность проявляют, когда помогают Чармингу.
- Злая королева (озвучивает Сьюзан Блэйксли[3]) помогает Чармингу захватить Тридевятое королевство. В конце исправляется, желая открыть спа во Франции.
- Стромболи (англ. Stromboli; озвучивает Крис Миллер[3]) — хозяин кукол и Пиноккио, которого Чарминг убеждал присоединиться к его миссии.
- Всадник без головы (озвучивает Конрад Вернон[3]) появляется в эпизодической роли во второй картине и помогает Чармингу в третьей части. Мечтает играть на флейте.
- Фифи — гигантский домашний гусь Румпельштильцхена. В титрах к четвёртой части её разрывает на куски от пения Фионы.
- Ведьмы помогают Чармингу в третьей картине и являются слугами в альтернативной вселенной Румпельштильцхена в четвёртом мультфильме.
- Крысолов ненадолго появляется в первом мультфильме среди сказочных существ, сосланных на болото Шрека. Он играет на флейте, повелевая крысами. В четвёртой части его нанимает Румпельштильцхен в качестве охотника за головами для того, чтобы он поймал всех огров. В титрах к четвёртой части заставляет Румпельштильцхена танцевать.
- Робин Гуд (англ. Monsieur Robin Hood; озвучивает Венсан Кассель[1]) появляется в первой части, где нападает на Шрека, Осла и Фиону в лесу. Побеждён Фионой вместе со своим отрядом.
- Сэр Ланселот (англ. Sir Lancelot; озвучивает Джон Красински[3]) — недружелюбный одноклассник Артура.

## Дилогия «Кот в сапогах»

### Киса Мягколапка
Ки́са Мягкола́пка (англ. Kitty Softpaws; озвучивает Сальма Хайек) — кошка, ставшая напарницей и любовным интересом Кота в сапогах. Ещё до встречи с Котом, хозяева Кисы лишили её когтей, после чего она, став блестящей воровкой, и получила прозвище «Мягколапка» ввиду мягкости её лап. Встретив Шалтая-Болтая, стала его помощницей в плане по мести Коту. В процессе получения золотоносной Гусыни завязывает романтические отношения с Котом, в результате чего после его ареста освобождает его. После битвы с матерью Гусыни, Кот и Киса вместе уходят в закат.
В мультфильме «Кот в сапогах: Последнее желание» (2022) выясняется, что Кот и Киса хотели пожениться в городе Санта-Колома, однако Кот, из-за страха ответственности, бросает Кису у алтаря. После этого, Киса теряет доверие к кому бы то ни было, при этом продолжая деятельность в качестве воровки. В неопределённое время, она начинает работать на Джека Хорнера, после чего ворует у него артефакты. После этого к ней обращается клан «Златовласка и три Медведя», чтобы нанять её на кражу карты Звезды Желаний, однако она отказывается. Обманув медведей, она проникает в сундук с картой, и пытается её своровать, встречая Кота. Она презирает его, и пытается сбежать с картой, однако ей приходится присоединиться к нему. После панической атаки Кота тайно узнаёт, что Кот сожалеет о событиях в Санта-Коломе, но после недопонимания снова теряет доверие к нему. Узнав, что он потерял все свои восемь жизней, она окончательно разочаровывается в нём, отдаёт карту и желает не видеть его ни в одной из новых его жизней. Однако узнав, что к Коту пришла Смерть, меняет своё решение, и увидев, что Кот сражается со Смертью не за желание, а за жизнь, вновь начинает доверять ему. После победы над Джеком Хорнером, Киса остаётся с Котом, и вместе с ним и Перрито отправляется в Тридевятое королевство.

### Шалтай Александр Болтай
Шалта́й Алекса́ндр Болта́й (англ. Humpty Alexander Dumpty; озвучивает Зак Галифианакис) — сирота приюта «Силенсио» и друг детства Кота, который однажды предал его, обманом заставив ввязаться в ограбление банка. Попав в темницу, Шалтай затаивает обиду на Кота, и в дальнейшем, выйдя из темницы, придумывает план по отмщению Коту. Вступив с сговор с Кисой Мягколапкой, преступниками Джек и Джилл, а также многими жителями, Шалтай приводит Кота в кошачий бар, где просит присоединиться к ним по поиску легендарных бобов, уверяя, что полученное золото они отдадут Сан-Рикардо, тем самым вернув долг. Кот помогает, и в конце, заполучив золотоносную Гусыню, Шалтай предаёт Кота и заключает его в ту же темницу, где был он сам, ожидая прихода мамы-гусыни, чтобы она разрушила город. После этого, Кота спасает Киса, и на башне Кот переубеждает Шалтая. Спасая город от матери Гусыни, Шалтай жертвует собой для спасения маленькой Гусыни, однако он не погибает, и вместе с Гусыней отправляется в замок Великана.

### Джек и Джилл
Джек и Джилл (англ. Jack and Jill; озвучивают Билли Боб Торнтон и Эми Седарис соответственно) — преступная супружеская пара, также желающая заполучить золото. Вступив в сговор с Шалтаем по мщению Коту в сапогах, Джек и Джилл добывают легендарные волшебные бобы, однако в процессе их теряют. Позднее, заполучив золото, Джек и Джилл предают Шалтая, желая заполучить Гусыню, однако мать Гусыни раздавливает их карету. В титрах первой части мультфильма о Коте в сапогах показаны в больнице с гипсом по всему телу от переломов.

### Имельда
Име́льда (англ. Imelda; озвучивает Констанс Мари) — владелица приюта «Селенсио» в городе Сан-Рикардо, а также приёмная мать Кота в сапогах и Шалтая Александра Болтая. В процессе становления Кота, дарит ему его знаменитые сапоги. 

### Перрито
Перри́то (англ. Perrito; озвучивает Харви Гиллен) — оптимистичный пёс, также желающий стать собакой-терапевтом. В детстве от Перрито пытались несколько раз избавиться, и после неудачных попыток сделать этого, его решили утопить в реке, но он смог выжить. Несмотря на печальное детство, воспринимаемое псом как игру, Перрито всё равно сохранил добрый и позитивный характер. После знакомства с Котом, решает помочь ему добраться до Звезды желаний, при этом не желая ничего от самой Звезды, считая, что всё, что ему нужно уже с ним. В конце концов, Перрито переубеждает Кота исполнять его желание, влекущее за собой разлад в отношениях с Кисой, и вместе с Котом и Кисой образовывают команду «Дружба», после чего вместе с героями отправляется в Тридевятое королевство. Носит свитер, сделанный из носка, в котором пытались утопить.

### Смерть
Смерть (англ. Death; озвучивает Вагнер Моура) — образ смерти, представленный в облике волка с красными глазами. Одет в чёрное пончо с капюшоном и чёрные брюки, вооружен серпами. Стремится забрать последнюю жизнь у Кота в сапогах, явно заявляя, что он не достоин девятой жизни, безрассудно потеряв остальные восемь. В конце концов возвращает Коту его шпагу и после ожесточённого сражения заявляет, что на самом деле он пришёл за надменным «Котом-легендой», считающим себя бессмертным. Однако не увидев больше его, решает отступить, и дарит Коту его последнюю жизнь, намекая, что вскоре они снова встретятся.

### Златовласка и три Медведя
Преступный клан «Златовла́ска и три Медве́дя» (англ. Three Bears Crime Family) — банда, возглавляемая Златовлаской, в которую также входят её приёмная семья, состоящая из трёх медведей. Как и главные герои, также пытаются завладеть Звездой желаний. В конце концов меняют своё мировоззрение, и решают завладеть пекарней погибшего Джека Хорнера.
- Златовла́ска (англ. Goldilocks; озвучивает Флоренс Пью) — приёмная дочь медведей. Втайне хочет использовать Звезду желаний, чтобы жить в человеческой семье, однако в конце концов передумывает, когда понимает, что Три Медведя — её семья.
- Па́па-медве́дь (англ. Papa Bear; озвучивает Рэй Уинстон) — весёлый и заботливый по отношению к своей семье. Имеет шрамы на лице и лишён левого глаза. Умеет играть на пианино.
- Ма́ма-медве́дица (англ. Mama Bear; озвучивает Оливия Колман) — нежная и заботливая и часто пытается заставить семью принять вещи такими, какие они есть, без желаний. Носит розовый берет.
- Мишу́тка (англ. Baby; озвучивает Самсон Каё) — приёмный брат Златы. Имеет тенденцию бодаться с ней, и часто ссорится, не желая признавать её своей сестрой. Носит на шее цепь со столовыми приборами.

### «Верзила» Джек Хорнер
«Верзи́ла» Джек Хо́рнер (англ. "Big" Jack Horner; озвучивает Джон Малейни) — владелец семейной пекарни и коллекционер различных магических артефактов. Джек абсолютно эгоистичен и аморален, с радостью признавая это перед другими персонажами; он не уважает святость жизни, позволяя всем своим приспешникам умирать, чтобы защитить себя (иногда убивая их самостоятельно) и отказываясь кому-либо помогать. Его главное желание — контролировать всю магию во вселенной. Джек также признаёт, что, помимо его зависти к волшебным существам, у него было очень счастливое, благополучное и стабильное детство, что не давало ему никаких реальных мотиваций для его действий, кроме чистого эгоизма. В конце концов он погибает, проваливаясь в разрушающуюся Звезду Желаний.

### Кузнечик-совесть
Кузне́чик-со́весть (англ. The Ethical Bug; озвучивает Кевин Маккэнн) — маленький, но слегка переросший зелёный жук. Он пытается дать «Верзиле» Джеку Хорнеру этические советы, но злодей часто игнорирует и высмеивает его. Как только жук осознаёт, насколько ужасен Хорнер на самом деле, он сжигает часть карты, тем самым уничтожив Звезду желаний, что приводит к гибели Джека. После сражения, он предлагает Златовласке и Трём Медведям дать совет по «этичным методам ведения бизнеса» Джека Хорнера. 

### Мама Луна
Ма́ма Лу́на (англ. Mama Luna; озвучивает Давайн Джой Рэндольф) — пожилая кошатница и владелица приюта для бездомных кошек. Когда к ней приходит Кот в сапогах, даёт ему имя «Огурчик», после чего приучает к обычным кошачьим атрибутам. После долговременного пребывания Кота, на приют нападает клан «Златовласка и три Медведя», ища Кота в Сапогах, при этом разрушая приют. Получив отказ от Мамы Луны дать информацию по Коту, Папа-медведь запихивает Луну в пианино, и начинает играть, и при этом сама Мама-Луна заявляет, что её коты играют лучше него.